# DRB řada E 19
Elektrické lokomotivy řady E 19 byly nejrychlejšími lokomotivami Deutsche Reichsbahn. Dosáhly rychlosti 180 km/h a zároveň byly nejvýkonnějšími rámovými elektrickými lokomotivami na světě.

## Vznik
Německé říšské dráhy - Deutsche Reichsbahn - zamýšlely v roce 1937 pořízení nových elektrických lokomotiv s maximální rychlostí 180 km/h pro trať Berlín – Halle (Saale) – Mnichov, které by zároveň byly schopné dopravovat vlaky rychlostí 60 km/h na sklonově náročné trati Frankenwaldbahn Lichtenfels - Saalfeld. Objednaly proto po dvou strojích u firmy AEG a konsorcia Siemens / Henschel. Lokomotivy AEG obdržely označení E 19 01 a 02, lokomotivy Siemens/Henschel E 19 11 a 12. Obě provedení vycházela z osvědčené řady E 18. Na první pohled se odlišovaly jiným uspořádáním oken a větracích otvorů.
Pohon dutým hřídelem - tzv. Federtopfantrieb - byl zesílen a výkon lokomotivy byl oproti řadě E 18 zvýšen. Hodinový výkon byl 4000 kW (E 19.0), resp. 4080 kW (E 19.1), trvalý 3720 kW (E 19.0), resp. 3460 kW (E 19.1). Lokomotivy Siemens-Henschel byly navíc vybaveny brzdovým odporníkem, takže mohly brzdit dynamicky nezávisle na trakčním vedení.
E 19 01 byla představena veřejnosti v roce 1938 v červeném nátěru. Všechny čtyři stroje byly po rozsáhlých zkouškách nasazeny na přelomu let 1939/1940 do provozu. Vlivem vypuknutí války výroba dalších lokomotiv nepokračovala. Lokomotivy E 19 byly koncipovány pro rychlostní zkoušky až do rychlosti 225 km/h, které se však nikdy neuskutečnily.

## Deutsche Bundesbahn
Všechny čtyři lokomotivy převzaly Německé spolkové dráhy (DB). Jejich maximální rychlost omezily na 140 km/h a lak byl změněn na zelený. Lokomotivy byly přiděleny depu Norimberk a nasazovány na trasách Norimberk - Frankenwald - Probstzella (NDR) a Norimberk - Řezno. Přechodně byly lokomotivy umístěny i v Hagenu. Lokomotivy jezdily až do 70. let. První byla odstavena z provozu v roce 1975, poslední - 119 002 - 26. ledna 1978.

## Další osudy
Do dnešních dnů se zachovaly dva stroje - E 19 01 v červeném nátěru stojí v Německém technickém muzeu v Berlíně a E 19 12 taktéž v červeném nátěru v Dopravním muzeu v Norimberku. Tato lokomotiva byla ke 150. výročí železnic v Německu obnovena a opatřena tmavomodrým nátěrem. Lokomotivy 119 002 a 011 byly v Mnichově sešrotovány.

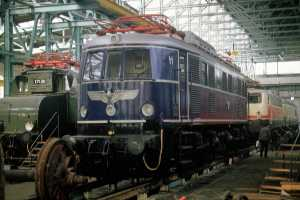
E 19 12 v modrém
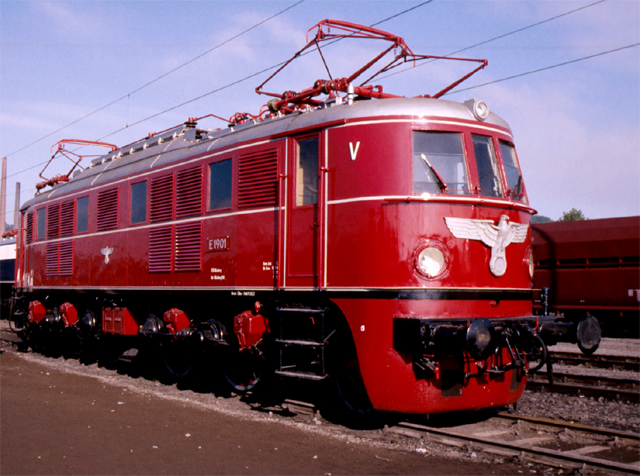
E 19 01 v červeném
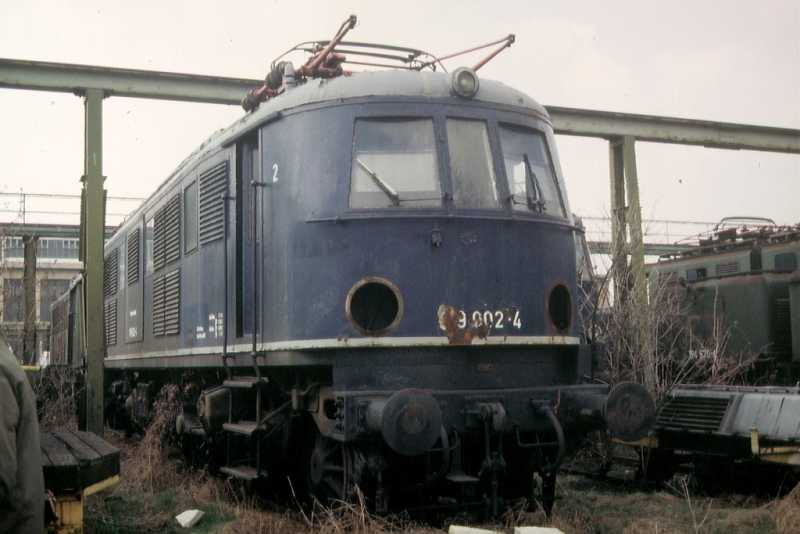
Konec 119 002